# Chiesa dell'Addolorata e di San Carlo Borromeo
La chiesa parrocchiale dell'Addolorata e di San Carlo Borromeo è un edificio religioso che si trova a Casima, frazione di Castel San Pietro, in Canton Ticino.

## Storia
La struttura viene citata per la prima volta in documenti storici risalenti al 1619. Dopo il 1789 venne completamente ricostruita, con dimensioni ampliate, nella forma visibile attualmente. La consacrazione è del 1823.

## Descrizione
La chiesa ha una pianta ad unica navata.